# Louis Dufour (1901-1960)
Louis Dufour (Les Avants, 26 juli 1901 - 1960) was een Zwitsers ijshockeyer. Hij nam deel aan de Olympische Zomerspelen van 1920 in Antwerpen, de Olympische Winterspelen van 1924 in Chamonix en de Olympische Winterspelen van 1928 in Sankt Moritz in zijn thuisland Zwitserland. Hij behaalde daarbij in 1928 de bronzen medaille.

## Biografie
Louis Dufour was een van de 77 Zwitserse deelnemers aan de Olympische Zomerspelen van 1920. Hij maakte deel uit van de Zwitserse nationale ploeg in het ijshockey op deze Spelen. Na een zware 29-0-nederlaag tegen de Verenigde Staten verloren hij en zijn team later ook de bronzen finale tegen Zweden met 4-0.
Vier jaar later maakte hij deel uit van de Zwitserse nationale ijshockeyploeg die deelnam aan de Olympische Winterspelen van 1924 in Chamonix. Hij kwam echter niet in actie tijdens deze Spelen.
Weerom vier jaar later trad Dufour een derde keer aan in het nationale team op de Olympische Winterspelen van 1928 in Sankt Moritz in zijn thuisland Zwitserland. Hij en zijn team behaalden toen de bronzen medaille.
Hij was een zoon van Louis Dufour sr., die tijdens de Olympische Zomerspelen van 1920 eveneens deel uitmaakte van het Zwitserse ijshockeyteam.
| Jaar | Spelen       | Team | Onderdeel     | Resultaat | Prestatie |
| ---- | ------------ | --- | ------------- | --------- | --- |
| 1920 | Antwerpen    | Louis Dufour jr. teamgenoten: Rodolphe Cuendet Louis Dufour sr. Marius Jaccard Max Holzboer Bruno Leuzinger Paul Lob René Savoie Walter von Siebenthal Max Sillig                                                | ijshockey (m) | 5e        | kwartfinale: V van Verenigde Staten: 29-0 bronzen finale: V van Zweden: 4-0                                                                  |
| 1924 | Chamonix     | Louis Dufour teamgenoten: Bruno Leuzinger Walter von Siebenthal Donald Unger Edouard Mottier René Savoie Max Holzboer Edouard Filliol Fred Auckenthaler Ernest Jacquet Peter Müller André Verdeil Marius Jaccard | ijshockey (m) | 7e        | groepsfase: V van SWE: 9-0 groepsfase: V van CAN: 33-0 groepsfase: V van TCH: 11-2                                                           |
| 1928 | Sankt Moritz | Louis Dufour teamgenoten: Arnold Martignoni Charly Fasel Mezzi Andreossi Gian Andreossi Bobby Breiter Bibi Torriani Luzius Rüedi Albert Geromini Fritz Kraatz Heini Meng Toni Morosani                           | ijshockey (m) | Brons     | groepsfase: G tegen AUT: 4-4 groepsfase: W van GER: 1-0 finaleronde: W van GBR: 4-0 finaleronde: V van SWE: 4-0 finaleronde: V van CAN: 13-0 |